# Ледена кафа
Ледена кафа или хладна кафа је напитак од кафе који се служи хладан. Може се припремити било уобичајеним кувањем кафе (нпр. carafe итд.), а затим сипањем преко леда или у хладном млеку или кувањем хладне кафе. При варијанти напитка у којем се прво спрема топла кафа, заслађивачи и ароме се могу додати пре хлађења, јер се брже растварају. Ледена кафа се такође може засладити претходно раствореним шећером у води.
Ледена кафа је редовно доступна у већини кафића. Ледена кафа се углавном спрема да буде јача од уобичајене кафе, с обзиром да је разблажена ледом који се отопа. 

## Историја
Мазагран, хладни, заслађени напитак од кафе који је настао у Алжиру око 1840. године, локални становници описују као „оригиналну ледену кафу“. Припремао се са сирупом од кафе и хладном водом.
Замрзнути напици од кафе документовани су у 19. веку. Италијански granita al caffè је сличан напитак.
„Ледена кафа“ – кафа која је скувана, а затим охлађена ледом – појавила се на јеловницима и у куварима са краја 19. века.
Ледена кафа је популаризована маркетиншком кампањом коју је водио Joint Coffee Trade Publicity Committee of the United States 1920. године  Много касније, продавали су је ланци продавница као што су Burger King, Dunkin' Donuts и Starbucks.

## Варијације по земљи

### Аустралија
У Аустралији, ледена кафа може укључивати сируп, крему, какао прах или зрна кафе. Стил кафеа је нешто попут млечног шејка без мешавине и може бити направљен од еспресо кафе или само са аромом кафе. 
Упаковани по малопродајним ланцима продавани напитак ледене кафа је потпуно другачији производ. У Јужној Аустралији, Farmers Union Iced Coffee надмашио је Кока-Колу и један је од највећих брендова у држави.

### Канада
У Канади, популарни ланац кафе Tim Hortons продаје ледени капућино, локално познат као Ice Capps. Други ланци брзе хране и пића такође нуде ледену кафу. Студија истраживачке фирме NPD  из јуна 2016. показала је да је популарност напитака од ледене кафе порасла за око 16 процената у односу на исти период годину дана раније.

### Чиле
У Чилеу, ледена кафа се зове café helado (ледена кафа). Веома је популаран у летњем периоду. Café helado састоји се од еспреса или кафе у праху. У кафу се додаје сладолед, као и шећерни додаци као што су ванилија, цимет или dulce de leche. Ледена кафа се ужива током лета за доручком и на забавама. Поврх чилеанске ледене кафе може се ставити и шлаг и сецкани ораси.

### Немачка
У Немачкој постоје различите врсте Eiskaffee (кафа са сладоледом). Најраспрострањенији облик је ароматизовани млечни напитак сличан аустралијској леденој кафи, доступан у немачким кафићима и у Eisdielen (сладоледарнице). Састоји се од филтриране, вруће скуване и охлађене кафе са сладоледом од ваниле и шлагом на врху. Међутим, ова врста ледене кафе ретко је доступна у немачким супермаркетима. Најраспрострањенији облик ледене кафе у супермаркетима је конзервисана верзија разних брендова са различитим укусима као што су капућино и еспресо. Ова ледена кафа је веома слична леденој кафи у конзерви у Уједињеном Краљевству и у случају неких брендова (посебно Nestlé) заправо исти производ.

### Грчка
У Грчкој, најпопуларнији напитак од ледене кафе је фрапе, направљен од инстант кафе (обично Нес), воде и опционо шећера помоћу електричног миксера или шејкера за стварање пене. Додају се коцкице леда и по жељи млеко. Фрапе је постао познат изван Грчке као резултат Летњих олимпијских игара 2004. у Атини. Фрапеи су постали веома популарни на Кипру и у Румунији.
Други најпопуларнији напитак од ледене кафе у Грчкој је фредо капућино који је преливен хладном млечном пеном познатом као afrógala (грч. αφρόγαλα) и фредо еспресо, што је дупла порција еспреса помешаног са коцкицама леда и сервирана преко леда.

### Италија
У Италији, компанија Nestlé је представила Фрапе кафу у оквиру своје линије  Nescafé Red Cup line, под називом Red Cup Iced Coffee. Многи италијански кафе барови служе „caffè freddo“, што је прави еспресо који се чува у замрзивачу и служи леден. У региону Саленто у Апулији, ово је усавршено тако што се еспресо кува свеж, дода се жељена количина шећера или бадемовог млека и на крају се сипа у чашу за виски напуњену коцкама леда непосредно пре сервирања, познату као Caffè in ghiaccio, или кафа и лепо. Афогато (еспресо преливен куглом сладоледа од ваниле или сладоледа) се такође служи, обично као десерт.

### Јапан
У Јапану, ледена кафа (アイスコーヒー aisu kōhī)  се пије од Таишо периода (око 1920-их) у кафићима. Служи се са сирупом од гуме и млеком. Хладан чај је већ био популаран, па је било природно да се пије и хладна кафа. Хладна кафа је такође уобичајена у Јапану, где је позната као Dutch coffee (ダッチ・コーヒー dacchi kōhī) , због оландске трговине кафом из Индонезије кроз историју. 

### Нови Зеланд
На Новом Зеланду, ледена кафа је популарна и служи се у бројним кафићима. Често се служи са сладоледом од ваниле или шлагом.

### Тајланд
Тајландска ледена кафа се кува од јаке црне кафе, заслађена шећером, масном павлаком (или пола-пола) и кардамомом, брзо се охлади и сервира преко леда. Неке варијације се кувају са еспресом. Пиће је део уобичајене понуде у тајландским ресторанима.

### САД
Ледена кафа се припрема на много различитих начина у САД.
Ледена кафа се може направити од хладно куване кафе, за коју се талог кафе натапа неколико сати, а затим се процеди. Следећег дана, резултат је био веома јак концентрат кафе који је помешан са млеком и заслађен.
Многи продавци кафе једноставно користе врућу кафу у својим напицима од ледене кафе. Starbucks посебно користи методу двоструке јачине у којој се кафа кува врућа са двоструко већом количином талога. Овом методом, отопљени лед не разређује јачину и укус кафе. За разлику од процеса хладног кувања, овај метод не елиминише киселост својствену топлој кафи.